# Três Coroas
Três Coroas, amtlich portugiesisch Município de Três Coroa, deutsch Drei Kronen, ist eine Gemeinde mit 28.220 Einwohnern (Schätzung Stand: 2019) im Bundesstaat Rio Grande do Sul im Süden Brasiliens. Sie liegt etwa 90 km nordöstlich von Porto Alegre. Benachbart sind die Orte Canela, Gramado, Igrejinha, Santa Maria do Herval, São Francisco de Paula und Taquara. Ursprünglich war Três Coroas Teil des Munizips Taquara.